# Andorinha-dos-mangais
Andorinha-dos-mangais (Tachycineta albilinea) é uma ave passeriforme da família das andorinhas que se reproduz em regiões costeiras do México, passando pela América Central até o Panamá. Possui partes superiores verde-azuladas, penas de voo enegrecidas, garupa branca, cauda preta e partes inferiores brancas. Pode ser identificada pela faixa branca supraloral, a linha branca perto do olho, que só ocorre em duas outras espécies de Tachycineta: a Tachycineta thalassina e a andorinha-de-sobre-branco.